# Neobisium sublaeve
Neobisium sublaeve är en spindeldjursart som först beskrevs av Simon 1879.  Neobisium sublaeve ingår i släktet Neobisium och familjen helplåtklokrypare. Inga underarter finns listade i Catalogue of Life.